# Eunidia rothkirchi
Eunidia rothkirchi là một loài bọ cánh cứng trong họ Cerambycidae.